# László Pusztai
László Pusztai (Szentes, 1 de março de 1946 - 6 de julho de 1987) é um ex-futebolista profissional húngaro que atuava como atacante.

## Carreira
László Pusztai fez parte do elenco da Seleção Húngara de Futebol, da Copa de 1978.